# Château

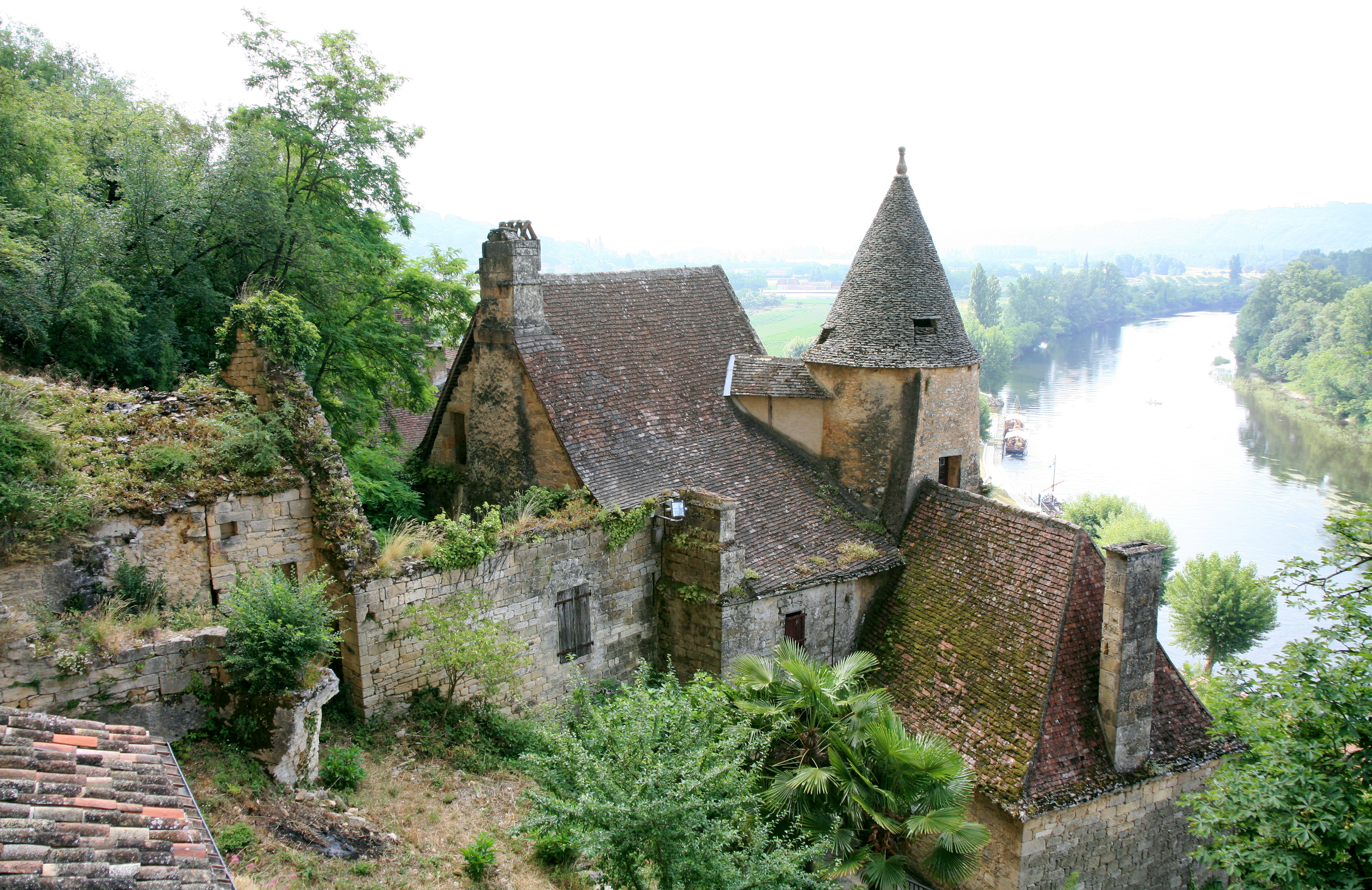
Um château rural em Dordogne

Um château (plural: châteaux; pronúncia em francês: [ʃɑto]; em português: "castelo") é a designação dada na França a uma casa senhorial (casa do senhor) ou uma casa de campo de um nobre, com ou sem fortificações. Por extensão, o termo é também usado noutras línguas às casas que imitam os châteaux franceses.
1. ↑  «château». Dictionary.com. Consultado em 13 de abril de 2014